# Liézey
Liézey is een dorp in het oosten van Frankrijk. Het ligt in de Vogezen.

## Kaart
De onderstaande kaart toont de ligging van Liézey met de belangrijkste infrastructuur en aangrenzende gemeenten.

## Demografie
Onderstaande figuur toont het verloop van het inwonertal, bron: INSEE-tellingen.

## Websites
- (fr)  Statistische informatie op de website van INSEE

Anould · Arrentès-de-Corcieux · Aumontzey · Ban-sur-Meurthe-Clefcy · Barbey-Seroux · La Chapelle-devant-Bruyères · Corcieux · Fraize · Gérardmer · Gerbépal · Granges-sur-Vologne · La Houssière · Liézey · Plainfaing · Le Valtin · Vienville · Xonrupt-Longemer
1. ↑  Populations de référence 2022.